# Gonnehem British Cemetery
Le Gonnehem British Cemetery est un cimetière de la Première Guerre mondiale situé à Gonnehem (Pas-de-Calais).

## Histoire
Le cimetière a été créé en avril 1918 lorsque la ligne de front s'est avancée à 3 km du village. Il a été utilisé par les unités du 13e corps et de la 4e Division.

## Sépultures
| Pays        | Sépultures |
| ----------- | ---------- |
| Royaume-Uni | 200        |
| Total       | 200        |

## Pour approfondir